# Agua Azul, Puebla
Agua Azul är en ort i Mexiko.   Den ligger i kommunen San Sebastián Tlacotepec och delstaten Puebla, i den sydöstra delen av landet, 270 km öster om huvudstaden Mexico City. Agua Azul ligger 925 meter över havet och antalet invånare är 117.
Terrängen runt Agua Azul är bergig åt sydväst, men åt nordost är den kuperad. Runt Agua Azul är det ganska tätbefolkat, med 96 invånare per kvadratkilometer. Närmaste större samhälle är Huitzmaloc, 12,6 km nordväst om Agua Azul. I omgivningarna runt Agua Azul växer i huvudsak städsegrön lövskog.